# Herz-Jesu-Kirche (Ettlingen)

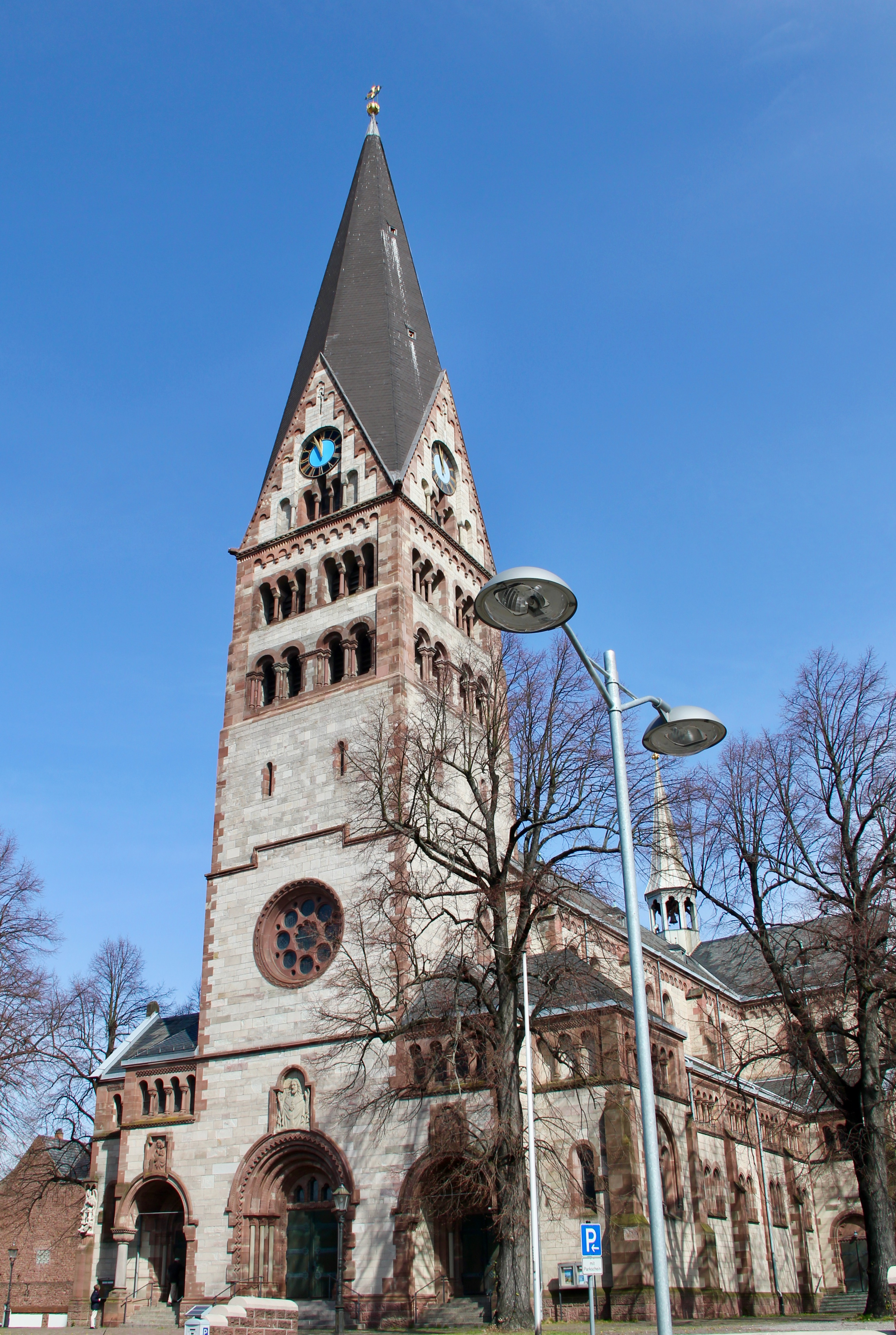
Herz-Jesu-Kirche Ettlingen

Die im neuromanischen Stil gebaute katholische Herz-Jesu Kirche überragt mit ihrem annähernd 70 Meter hohen Turm die Häuser der Stadt Ettlingen. Sie trägt mit der Kuppelbemalung in ihrer Vierung – wie auch das Deckengemälde von Emil Wachter in der Martinskirche und die Fresken der Brüder Asam im Asamsaal im Markgräflichen Schloss – zum Ruf Ettlingens als „Stadt der Deckengemälde“ bei.

## Geschichte
Der Bau der Kirche wurde 1894 unter dem Stadtpfarrer und Dekan Ludwig Albert (1847–1923) beschlossen, nachdem die 1739 konsekrierte Pfarrkirche St. Martin für die nun 6.700 Katholiken in der Stadt zu klein geworden war und verschiedene Pläne zu einer Erweiterung verworfen worden waren. Die Kirche wurde von dem erzbischöflichen Bauinspektor Johannes Schroth entworfen. Er beschrieb seinen Plan am 26. März 1901 folgendermaßen: „Bezüglich der Architektur haben wir uns an die romanischen Stilformen gehalten, indessen widerstrebt es uns, direkte Kopien ganzer Bauteile aus dem frühen Mittelalter anzufertigen, vielmehr erscheint es uns richtiger […], diese […] klare und ruhige Architektur als Grundlage anzusehen und dabei die Ausdrucksweise der gegenwärtigen Kunstempfindung und […] Architektursprache einzuflechten. Aus diesem Grunde weicht hauptsächlich die obere Turmlösung, das beherrschende Architekturmotiv für Kirche, Stadt und Umgebung, von den alten romanischen Motiven etwas ab.“ Die Kirchenbaubehörde genehmigte den Bau. Die Kostenvorgabe betrug 330.000 Mark ohne Innenausbau. Am 21. Juni 1902 fand die Grundsteinlegung statt, und am 24. Juni 1906 wurde die fertiggestellte Kirche durch den Freiburger Erzbischof Thomas Nörber eingeweiht.

## Bau
Die Kirche ist eine dreischiffige Säulenbasilika mit dem Grundriss eines lateinischen Kreuzes. Drei Apsiden schließen das Hauptschiff und die Seitenschiffe ab. Nach der Ordnung des „gebundenen Systems“ kommen auf ein Joch im Hauptschiff zwei Seitenschiffjoche. Alle Decken sind eingewölbt und durch diagonal aufgesetzte Kreuzrippen gegliedert. Diese und die Bögen und Säulen sind aus rotem Sandstein bzw. in diesem Ton angestrichen. Die Außenfassade ist unter Verwendung von rotem Sandstein aus Lothringen und hellem Murgtäler Sandstein abwechslungsreich gestaltet. An den Giebelseiten und den Wandflächen sorgen abgetreppte Blendbögen, Zahnfriesbänder und Lisenen für eine Auflockerung der Architektur.

## Ausstattung
Am Eingangsportal ist, gemäß der Namensgebung der Kirche, Christus zu sehen, der sein mit Dornen gekröntes Herz zeigt. Über den jeweils an den Basen wie an den Kapitellen mit detaillierten Steinmetzarbeiten verzierten runden Sandsteinsäulen erheben sich farbig gefasste Figuren; so im Hochchor Konrad von Konstanz und Bernhard von Baden als Schutzpatrone der Erzdiözese Freiburg. Das Kircheninnere wurde während der Bauzeit vom Kunstmaler Franz Rieger nach Vorschlägen von Ludwig Albert ausgemalt. 1926 malte Franz-Valentin Hemmerle  einige Bilder im vorderen Teil der Kirche.
Bei der Umgestaltung von 1964 bis 1966 wurde der Hauptaltar entfernt und in der Chormitte ein Altar aus rotem Sandstein aufgestellt. Alle Ausmalungen wurden hell überstrichen. Die Kirche erhielt zudem neue Fenster von Emil Wachter. Bei der Umgestaltung von 1990 bis 1992 unter dem Dekan Pfarrer Werner Bier wirkten als Künstler Theo Heiermann, Elmar Hillebrand und Clemens Hillebrand sowie Karl Matthäus Winter und Tobias Winter mit. Theo Heiermann schuf die Kreuzigungsgruppe auf der Altarinsel und die Glasfenster der Sakramentskapelle in der linken Apsis. Von Elmar Hillebrand stammen die Steinintarsien im Bodenfries um die Altarinsel, die eine Messfeier von allen vier Seiten ermöglicht. Karl Matthäus Winter schuf den Altar und den Ambo. Clemens Hillebrand malte ca. 30 Meter über dem Altar in der Wölbung der Vierungskuppel vor einem blauen, ornamentalen Sternenhimmel in leuchtenden Ockertönen ein Himmlisches Jerusalem. Die frei im Raum hängenden Kronleuchter wurden von Tobias Winter entworfen. Die architektonische Leitung hatte der Ettlinger Architekt Robert Langensteiner. Mit den Künstlern Hillebrand, Heiermann und Winter arbeiteten drei wichtige Vertreter der Kölner Schule an dieser Innenausstattung.

## Orgeln
In der Hauptapsis steht die seitenspielige Chororgel der Gebrüder Stieffell aus dem Jahr 1858, die ursprünglich für Illingen gebaut wurde. Der weiß gefasste Prospekt im Stil des Klassizismus hat vier Pfeifenflachfelder. Zwei kleine hochrechteckige Felder werden von zwei hohen flankiert. Nach oben werden die Pfeifenfelder von vergoldeten Schleierbrettern in Form von Vorhängen aus durchbrochenem Gitterwerk mit Kordeln abgeschlossen.

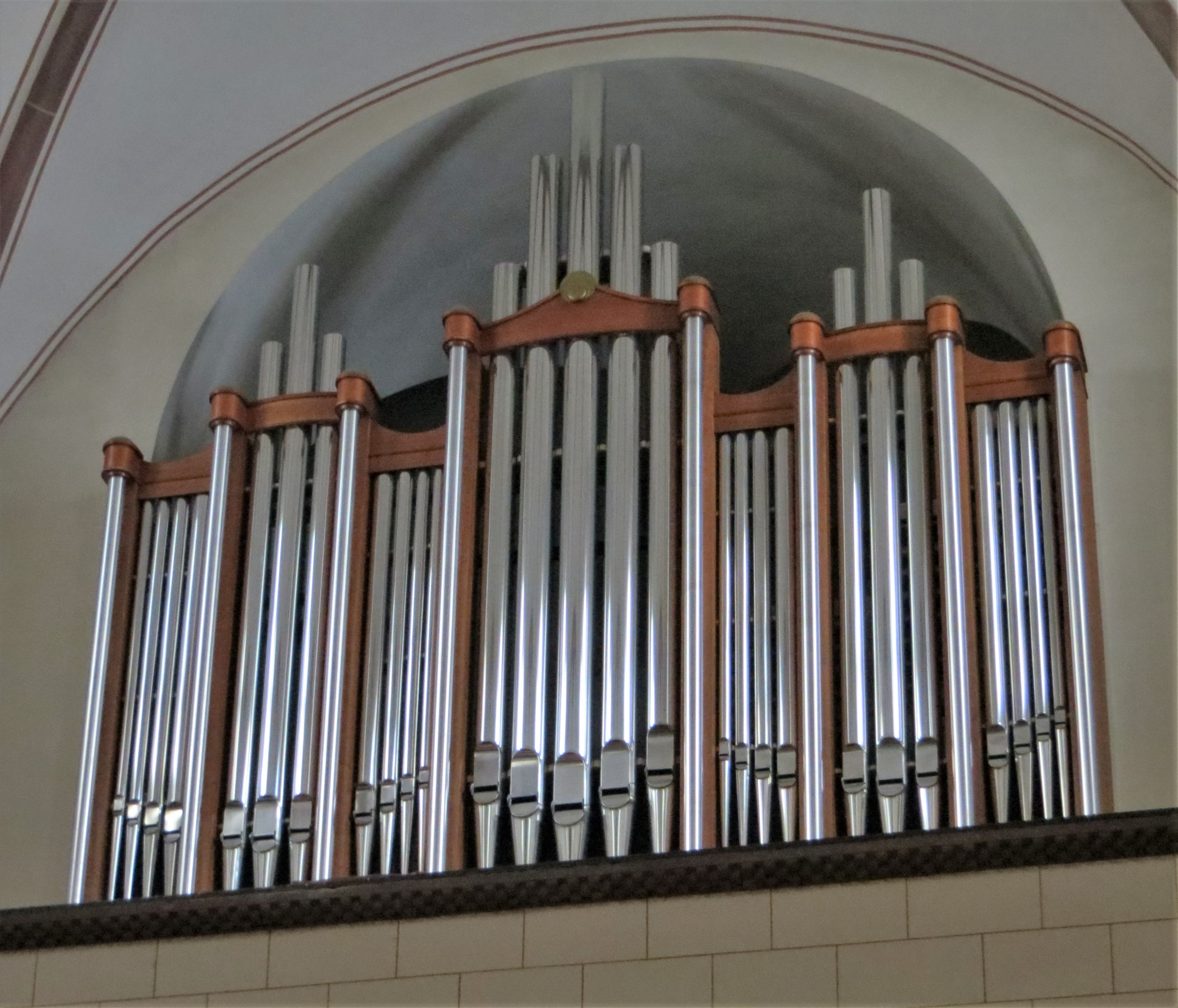
Hauptorgel (Matz & Luge, 2001)

Gegenüber auf der Empore steht die große, von der Werkstatt Matz & Luge 2001 gebaute Hauptorgel, die aus einer Orgel der Werkstatt Koulen hervorging. Die Koulen-Orgel aus dem Jahr 1906 verfügte über 45 Register auf drei Manualen und Pedal. 19 Register dieser Orgel wurden in den vorderspieligen Neubau von 2001 einbezogen. Der neunachsige Prospekt wird durch acht Ständer mit Metallstangen gegliedert. Das Pfeifenwerk der einzelnen Werke ist jeweils auf mehrere Windladen verteilt, wobei alle Manualladen von jedem der drei Manuale und dem Pedal angespielt werden können, sowohl in normaler Tonhöhe als auch in der Suboktav- und Superoktavlage. Zudem kann die Tonhöhe der Orgel um bis zu acht Halbtönen nach oben und unten verändert werden.
| Hauptwerk C–a3 |                 |        |     |
| 01.            | Prinzipal       | 16′    |     |
| 02.            | Bourdon         | 16′    | (K) |
| 03.            | Prinzipal       | 08′    |     |
| 04.            | Bourdon         | 08′    | (K) |
| 05.            | Viole           | 08′    |     |
| 06.            | Oktave          | 04′    |     |
| 07.            | Querflöte       | 04′    | (K) |
| 08.            | Quinte          | 02 ⁄3′ |     |
| 09.            | Oktave          | 02′    |     |
| 10.            | Cornett V       | 08'    |     |
| 11.            | Mixtur major V  | 02′    |     |
| 12.            | Mixtur minor IV | 01′    |     |
| 13.            | Trompette       | 16′    |     |
| 14.            | Trompette       | 08′    |     |
| 15.            | Clairon         | 04′    |     |
|                |                 |        |     |

| Positiv C–a3 |            |        |     |
| 16.          | Prinzipal  | 8′     |     |
| 17.          | Bourdon    | 8′     | (K) |
| 18.          | Prinzipal  | 4′     |     |
| 19.          | Rohrflöte  | 4′     | (K) |
| 20.          | Nazard     | 2 ⁄3′  | (K) |
| 21.          | Doublette  | 2′     |     |
| 22.          | Tierce     | 1 3⁄5′ |     |
| 23.          | Larigot    | 1 ⁄3′  | (K) |
| 24.          | Mixtur IV  | 1 ⁄3′  |     |
| 25.          | Cromorne 0 | 8'     |     |
|              | Tremulant  |        |     |

| Schwellwerk C–a3 |                      |         |     |
| 26.              | Bourdon              | 16′     | (K) |
| 27.              | Bourdon              | 08′     | (K) |
| 28.              | Violine              | 08′     | (K) |
| 29.              | Gambe                | 08′     | (K) |
| 30.              | Suavial              | 08′     |     |
| 31.              | Flûte harmonique     | 08′     |     |
| 32.              | Vox coelestis        | 08′     |     |
| 33.              | Geigenprinzipal      | 04′     | (K) |
| 34.              | Traversflöte         | 04′     | (K) |
| 35.              | Nazard               | 02 ⁄3′  | (K) |
| 36.              | Oktavin              | 02′     | (K) |
| 37.              | Tierce               | 01 3⁄5′ | (K) |
| 38.              | Mixtur IV            | 01 ⁄3′  |     |
| 39.              | Basson               | 16′     |     |
| 40.              | Trompette harmonique | 08′     |     |
| 41.              | Basson-Hautbois      | 08′     |     |
|                  | Glockenspiel         |         |     |
|                  | Tremulant            |         |     |

| Pedal C–g1 |                 |         |     |
| 42.        | Grand Bourdan 0 | 32′     |     |
| 43.        | Offenbass       | 16′     | (K) |
| 44.        | Subbass         | 16′     | (K) |
| 45.        | Violon          | 16′     |     |
| 46.        | Flûte           | 08′     | (K) |
| 47.        | Bourdon         | 08′     | (K) |
| 48.        | Oktave          | 04′     |     |
| 49.        | Mixturbass V    | 05 1⁄3′ |     |
| 50.        | Bombarde        | 32′     |     |
| 51.        | Posaune         | 16′     | (K) |
| 52.        | Basstrompete    | 08′     |     |

- Koppeln
  - Koppeln: alle Ladenteilwerke an jedes Manual und/oder Pedal
  - Subkoppel: Manuale
  - Superkoppeln: (Manuale und Pedal)
- Setzer: 5×104
- Transponieren von c: 8 HT nach links, 8 HT nach rechts
- Anmerkung

(K) = Pfeifenbestand ganz oder weitestgehend von Koulen (1906)

## Glocken
Im Ersten Weltkrieg musste die Hälfte der Glocken für Rüstungszwecke abgeliefert werden. 1928 erhielt die Kirche wieder ein vollständiges Geläut. Nachdem im Zweiten Weltkrieg bis auf die kleinste wieder alle Glocken abgegeben worden waren, wurden kurz nach dem Krieg fünf Glocken in Sonderbronze und schließlich 1956 das vollständige Geläut durch Glocken des Heidelberger Glockengießers Friedrich Wilhelm Schilling wiederhergestellt.
| Glocke | Name        | Gussjahr | Gießerei                    | Durchmesser | Gewicht | Schlagton  |
| ------ | ----------- | -------- | --------------------------- | ----------- | ------- | ---------- |
| 1      | Herz-Jesu   | 1956     | F. W. Schilling, Heidelberg | 1980 mm     | 5300 kg | as° -8⁄16  |
| 2      | Maria       | 1956     | F. W. Schilling, Heidelberg | 1456 mm     | 2058 kg | des′ -8⁄16 |
| 3      | Josef       | 1956     | F. W. Schilling, Heidelberg | 1284 mm     | 1380 kg | es′ 8⁄16   |
| 4      | Nikolaus    | 1956     | F. W. Schilling, Heidelberg | 1178 mm     | 1088 kg | f′ +10⁄16  |
| 5      | Anna        | 1956     | F. W. Schilling, Heidelberg | 0972 mm     | 0585 kg | as′ -8⁄16  |
| 6      | Bernhard    | 1956     | F. W. Schilling, Heidelberg | 0857 mm     | 0398 kg | b′ -8⁄16   |
| 7      | Schutzengel | 1956     | F. W. Schilling, Heidelberg | 0775 mm     | 0304 kg | des″ -8⁄16 |
|        |             |          |                             |             |         |            |
| 8      | Benedikt    | 2006     | Gießerei Bachert, Karlsruhe | 0618 mm     | 0175 kg | ges″ -8⁄16 |

Die kleine Glocke „Benedikt“ der Glockengießerei Bachert hängt im offenen Dachreiter; sie wurde von Emil Wachter und seiner Tochter Dorothea Bode 2006 künstlerisch gestaltet und wird nur alleine geläutet.